# 伊那市立西箕輪中学校
伊那市立西箕輪中学校（いなしりつにしみのわちゅうがっこう）は、長野県伊那市西箕輪にある公立中学校である。

## 概要
校舎は自然の中にあり、長野県伊那市立西箕輪小学校のすぐ隣に建つ。入学生は西箕輪小学校だけからなるが、小中一貫校ではない。ただし、前身となる学校が旧制西箕輪尋常高等小学校であったために校歌が小学校と共通であり、給食室棟を挟んで渡り廊下で両校が繋がっているため、一部地図などでは西箕輪小中学校などと一体化して扱われてしまっている事例もある。
事実上入学生は西箕輪小学校からのみであり、中学入学というよりは単なるクラス替えに近い感覚がある。あくまで別の学校であるため、教職員は別である。生徒数はあまり多くない。

## 学校教育目標
やさしさ たくましさ 夢 -こつこつ勉強しよう  -厳しく鍛えよう  -良い友達をつくろう

## 部活動
普段から活動している部活動は5つである。
文化系
- 吹奏楽部

運動系
- 男子バスケットボール部
- 女子バスケットボール部
- 女子バレー部
- 野球部

臨時に短期間だけ活動する部活
- 剣道部
- 陸上部